# Proteína ligante de cálcio

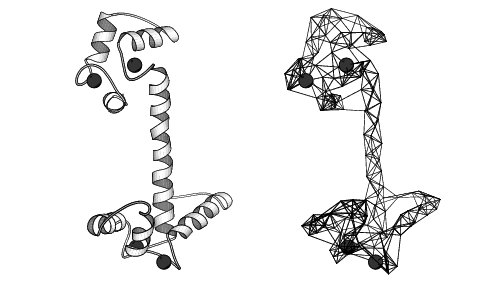
Representação da Calmodulina, em que as bolas são íons de cálcio.

Proteína ligante de cálcio são proteinas que participam em vias de sinalização celular em que ocorre a ligação a Ca2+.
A mais comum proteína deste tipo, existente em todos os organismos eucarióticos, é a calmodulina.
O armazenamento intra-celular e a libertação de Ca2+ do retículo sarcoplasmático é associado à alta capacidade, baixa afinidade, da proteína ligante de cálcio, calsequestrina.
Com a sua função na transdução de sinal, estas proteínas contribuem para muitos aspectos do funcinamento celular, desde a homeostase, à aprendizagem e memória.
Por exemplo, a caexcitina específica dos neurónio, tem em efeito excitatório nestas estruturas, e interage com proteínas que controlam o estado de disparo dos neurónios, como o canal de potássio dependente de voltagem.